# Рай (фильм, 2006)
«Рай» - документальный фильм об украинской художнице-примитивистке Полине Райко, которая начала рисовать в 67 лет и за четыре года покрыла росписями все стены, потолки и двери внутри своего дома .

## Сюжет
В маленьком городке Цюрупинске жила обычная бабушка Полина Райко. К 67 годам она похоронила свою дочь, мужа и сына. Оставшись одна, она жила тем, что днем торговала зеленью на базаре, а ночью расписывала удивительными райскими цветами, ангелами и птицами свой дом.
За четыре года она покрыла росписями все стены, потолки и двери внутри дома. Она умерла в 74 года не оставив ни одной не расписанной стены, завещав дом близким, которые так и не поняли её творчества.

## Награды
- «Серебряный Витязь» международного кинофорума «Золотой Витязь-2007»[2]
- Диплом IV Международного фестиваля православного кино «Покров-2006»[3]
- Диплом IV Международного молодёжного кинофестиваля «ЕС ЕМ» (Армения)[4]

## Интересные факты
- Премьера фильма состоялась в Нью-Йорке в киноклубе Колумбийского университета[5].
- В 2007 году за документальный фильм «Рай» режиссёр Надежда Кошман была удостоена творческой премии «Киев» в области киноискусства (премия им. И. Миколайчука)[6]
- Дом Полины Райко находится в городе Цюрупинск Херсонской области, Украина.
- Инициатором съемок фильма выступил художник Борис Егиазарян.
- Родственники Полины Райко выставили дом на продажу для местных жителей. Но благодаря съемкам фильма, покупатель нашёлся в Киеве – таким образом, удалось сохранить дом от «ремонта» и исчезновения росписей.
- В музыкальном оформлении фильма использованы песни самобытной народной украинской певицы Рахили Руснак.